# Биховець Олександр Йосипович
Олександр Йосипович Биховець герба «Могила» (? — 1863, Могильовці) — дворянин, історик-любитель XIX ст.

## Біографія
Володів маєтком Могильовці у Волковиському повіті Гродненської губернії. У його бібліотеці у 1820-х роках було виявлено літопис 16 століття з історії Великого князівства Литовського. У 1834 Олександр Биховець передав рукопис Теодору Нарбуту, який опублікував його під назвою «Хроніка Биховця» в 1846 році.

## Сім'я
У шлюбі з Доміцелою з Бучинських мав дітей:
- Казимир, генерал-майор російської армії. Помер бездітним[1] .
- Станіслав Юзеф Даніель (1829–1883), генерал-майор російської армії. Помер бездітним[1]. Панахида за загиблим генералом відбулася в червні 1883 року в каплиці в маєтку Могильовці з особистого дозволу гродненського губернатора Миколи Цеймерна[2]. Похований поблизу села Борисики Пружанського району[3].
- Юлія (1825—1858), у шлюбі з Євстафієм Дяконським (1820—1894) мала сина Казимира (? — 1913). Померла дуже молодою і похована на католицькому цвинтарі в Сопоцькині (Гродненський район)[1].